# Distrito Metropolitano de Quito
Quito (oficialmente Distrito Metropolitano de Quito, em espanhol: Distrito Metropolitano de Quito) é um cantão na província de Pichincha, Equador. Sua cabecera cantonal ("sede cantonal") é a capital do país, Quito.

## População
De acordo com o censo de 2001, a população total do cantão de Quito (na da cidade em si) é de 1.839.853 pessoas, com 892.570 homens e 947.283 mulheres. De acordo com o censo de 2007 ela é de 1.840.000. Destes, a população das paróquias urbanas (isto é, a cidade em si) é de 1.399.378, e a população das paróquias rurais (as paróquias dentro do cantão porém fora da cidade) é de 440.475. A densidade populacional total do cantão é de 439.8 habitantes por km². O número total de domicílios no cantão é de 555.928, com 419.845 na área urbana (= cidade) e 136.083 na área rural.  Dos 1.407.526 habitantes do cantão com mais de 12 anos de idade, 639.068 são casados, 541.758 são solteiros, 33.116 divorciados, 30.898 separados, e 47.930 viúvos.
A refeição típica é geralmente arroz com batatas e frite.
Como podemos ver também estandes de vendas de cana de açúcar
No total, a taxa de analfabetismo do cantão é de 4.3% – 5.3% entre as mulheres, 3.2% entre os homens, 3.6% na área urbana (= cidade), e 6.6% na área rural.  A taxa de desemprego da cidade é de 8.9%, e 43.8% estão sub-empregados. A renda mensal média é de US$317. 

## Divisões políticas
O cantão está dividido em 55 paróquias (em castelhano:  parroquias), classificadas como urbanas ou rurais. O cantão tem mais paróquias do que qualquer outro dos cantões do país. As paróquias urbanas que compõem a cidade de Quito.: